# Дзієн
Дзієн (яп. 慈円, じえん; 17 травня 1155 — 28 жовтня 1225) — японський релігійний діяч, буддистських монах секти Тендай, поет, історик початку періоду Камакура. Син Імператорського радника Фудзівари но Тадаміті, молодший брат Кудзьо но Канедзане. Автор історичної хроніки «Записки дурня» (1220), один з авторів віршів «Нової збірки старих і нових японських пісень», упорядник поетичної праці «Збірки підібраних перлин». З 1192 року поперемінно призначався 62-м, 65-м і 69-м патріархом секти Тендай.